# Autopista del Elqui
La Autopista del Elqui es la denominación de la autopista chilena de peaje, que recorre la Región de Coquimbo, en el Norte Chico de Chile, desde Los Vilos hasta  La Serena. 
Corresponde a una concesión sobre la Ruta Panamericana otorgada a la Sociedad Concesionaria del Elqui S.A. Su trazado está incluido en el proyecto turístico chileno de Ruta Costera.
Esta moderna autopista de 228,7 kilómetros, con doble calzada y que permite una velocidad de 120 km/h, se construyó en el mismo trazado de la Ruta 5 Norte. Ubicada en la Región de Coquimbo, la Concesión se inicia al norte de Los Vilos, en el km. 229,1 y termina en La Herradura, en la comuna de Coquimbo, en el km 457,75.
La obra favorece en forma directa el potencial turístico de la zona y de sectores productivos como la mediana minería, la fruticultura y la industria vitivinícola y pisquera de los valles del Elqui y Limarí, así como también es un significativo aporte al desarrollo económico de toda la zona norte de Chile en su relación con la zona central.
Su diseño, señalización, demarcación y otros elementos mejoraron notablemente la seguridad vial, lo que se tradujo en una reducción de accidentes y la obtención en 4 oportunidades del “Premio de Seguridad Vial” otorgados por el Ministerio de Obras Públicas, y que reconoce los esfuerzos continuos por aumentar el estándar de seguridad en la ruta.
Entre otros servicios, el tramo dispone para los usuarios de 152 citófonos S.O.S. de emergencia, ubicados cada 3 kilómetros a ambos lados de la ruta, cuatro ambulancias, personal paramédico, primeros auxilios, camiones grúa y vehículos de patrullaje.
Además de las estructuras construidas, el tramo tiene cuatro áreas de servicios generales con estacionamientos y servicios higiénicos, dos de ellas con estacionamiento para camiones, y dos áreas de control policial con modernas edificaciones.

## Autopista del Elqui

### Sectores en autopista
- Los Vilos-La Serena 228 km de doble calzada.
- Sector El Teniente Cuesta El Teniente.
- Sector El Teniente Viaducto El Teniente.
- Sector Amolanas Viaducto Amolanas.

### Enlaces
- Comienzo de la Ruta 5 Panamericana La Serena-Coquimbo
- kilómetro 458 Fin Autopista Del Elqui.
- kilómetro 449 Playa Totoralillo.
- kilómetro 443 Las Tacas.
- kilómetro 433 Guanaqueros.
- kilómetro 430 Tambillos-Andacollo (Sentido Copiapó-La Serena)
- kilómetro 415 Tongoy-Puerto Velero.
- kilómetro 399 Puerto Aldea (Sentido Santiago-Los Vilos)
- kilómetro 396 Ovalle-Quebrada Seca.
- kilómetro 389 Carabineros de Chile Tenencia de Carreteras Limarí
- kilómetro 387 Fray Jorge-Cerrillos.
- kilómetro 375 Barraza-Salala.
- kilómetro 372 Ovalle-Socos.
- kilómetro 364 Retorno Alcones.
- kilómetro 358 Retorno Peñablanca.
- kilómetro 347 Retorno Minera de Talca.
- kilómetro 339 Retorno La Cebada.
- kilómetro 328 Retorno El Maqui.
- kilómetro 320 Retorno Hornillos.
- kilómetro 318 Mantos de Hornillos.
- kilómetro 311 Retorno Amolanas.
- kilómetro 300 Retorno Las Palmas.
- kilómetro 294 Retorno El Totoral.
- kilómetro 283 Puerto Oscuro.
- kilómetro 280 Canela-Combarbalá.
- kilómetro 275 Ermita Padre Hurtado.
- kilómetro 273 Mirador Turístico Sentido Santiago-Los Vilos.
- kilómetro 265 Huentelauquén-Mincha-Illapel-Salamanca.
- kilómetro 260 Huentelauquén Sur.
- kilómetro 257 Caleta Huentelauquén.
- kilómetro 250 Carabineros de Chile Tenencia de Carreteras Choapa
- kilómetro 244 Chigualoco-Playa Chigualoco.
- kilómetro 229.3 Inicio Autopista Del Elqui.
- Autopista del Aconcagua

### Plazas de peaje
- kilómetro 433 Lateral Guanaqueros.
- kilómetro 415 Lateral Tongoy.
- kilómetro 409 Troncal Cerrillos Bajos-Tongoy.
- kilómetro 372 Lateral Ovalle.
- kilómetro 282 Troncal Angostura de Galvez-Amolanas-Puerto Oscuro.
- kilómetro 280 Lateral Combarbalá.

### Estaciones de servicios en autopista
- kilómetro 455 Área de Servicio Pronto Kiosco Copec Coquimbo (Santiago-Los Vilos).
- kilómetro 370 Área de Servicio Pronto Kiosco Copec Socos-Ovalle (Copiapó-La Serena).
- kilómetro 265 Área de Servicio Shell Huentelauquén (Ambos Sentidos).

Ruta Antigua 5 Norte:
- kilómetro 227 Área de Servicio Pronto Kiosco Copec “Acceso Norte Los Vilos” (La Serena-Santiago)
- kilómetro 225 Área de Servicio Petrobras Spacio 1 “Los Vilos Centro” (Copiapó-La Serena).
- kilómetro 225 Área de Servicio Shell “Los Vilos Centro” (Los Vilos-Santiago).
- kilómetro 224 Área de Servicio Punto Copec “Los Vilos Sur” (Copiapó-La Serena)